# Злодії та проститутки (фільм)

## Епіграф фільму
Епіграфом фільму обрано слова творця Червоної армії Льва Троцького:
«Усіляка революція робиться для того, щоб злодії й повії стали філософами й поетами, або їхні діти».

## Сюжет
Вчений Євген Михайлов (Володимир Стеклов) — син італійської революціонерки й зірки Голівуду Тіни Модотті, що виїхала до СРСР і переспала з безліччю високопоставлених осіб. Євген виріс у Інтердомі в СРСР; як вчений, він займався жахливими дослідами зі схрещування дітей і тварин, зробив фундаментальне відкриття в галузі генетики. Але його не зрозуміли, й він став барменом. Відомий письменник, що з'явився якось у барі, влаштував Євгену зустріч із Михайлом Горбачовим. Той Євгена прийняв, зрозумів та… організував йому політ у космос на орбітальну станцію «Мир». А новоспечений космонавт узяв ім'я Ювеналій і оголосив про своє неповернення на Землю… Остерігаючись, що він почне ділитись згори держтаємницями, влада підсилає до нього журналістку-психологиню (Ксенія Собчак). Вона мала нейтралізувати героя шляхом отруєння коньяку, але стає жертвою чоловічих чар Євгена…

## У ролях
- Володимир Стеклов — Євген Михайлов (Ювеналій)
- Ксенія Собчак — журналістка-психологиня
- Лідія Федосєєва-Шукшина — Тіна Модотті в старості
- Михайло Козаков — фотограф
- Наталія Селезньова — Олена Стасова (голова МОДР)
- Катерина Капралова
- Ольга Сутулова — пацієнтка й коханка Михайлова
- Анатолій Бєлий — охоронець Васі Сталіна
- Сергій Апрельський — Вітторіо Відальї (іспанець)
- Анатолій Кацинський — високопоставлений державний діяч РФ
- Сергій Рубеко — високопоставлений співробітник держбезпеки РФ
- Дмитро Муляр — Євген Михайлов (в молодості)
- Михайло Дорожкін — Жак Дюкло
- Євген Крайнов — Василь Сталін
- Олег Челишов — Тодор Живков
- Уляна Лаптєва
- Олег Марусєв — Баррі (кандидат в президенти США)
- Сергій Астахов — революціонер

## Знімальна група
- Автор сценарію: Олександр Сорокін
- Режисер: Олександр Сорокін
- Оператори: Борис Бондаренко, Олександр Негрук
- Продюсер: Олександр Симонов
- Композитори: Костянтин Шустарєв, Максим Бабишкін, Андрій Лалєнков, Олександр Філатов